# Kopanie (Leszno Dolne)
Kopanie – przysiółek wsi Leszno Dolne w gminie Szprotawa, w powiecie żagańskim, położona w Borach Szprotawskich. Do 1945 jako Waldhäuser (z niem. leśne domy). Założona na pocz. XVIII wieku przez radę miejską Szprotawy i terytorialnie przyporządkowana jako kolonia wsi Leszno Górne Od 1893 jako kolonia wsi Leszno Dolne.
W latach 1975–1998 miejscowość należała administracyjnie do województwa zielonogórskiego.
Wieś leży na obszarze rozległej podmokłej łąki o nazwie Łąka Ługowiny. Łąka ta była wkomponowana w system historycznych Wałów Śląskich. Po zachodniej rubieży wsi płynie Kamienny Potok, a na wschód rozpościera się Rezerwat przyrody Buczyna Szprotawska.